# 파라크라마바후 1세
파라크라마바후 1세(싱할라어: පළමුවන පරාක්‍රමබාහු, 1123년 ~ 1186년)은 1153년부터 1186년까지 폴론나루와 왕국을 통치한 라자(왕)이다. 수도 폴론나루와에서 통치하는 동안 그는 섬의 세 개의 하위 왕국을 통일하였으며, 스리랑카 역사상 마지막 군주 중 하나가 되었다. 그는 수도의 확장과 미화를 감독하고, 광범위한 관개 시스템을 구축하고, 국가의 군대를 재조직하고, 불교 관습을 개혁하고, 예술을 장려하고 남인도 및 미얀마에서 군사 작전을 수행하였다. :160 "비에서 나오는 작은 물도 사람에게 유용하지 않은 채 바다로 흘러 들어가서는 안된다"는 속담은 그가 남긴 가장 유명한 말 중 하나이다.
파라크라마바후는 그의 어린 시절의 대부분을 그의 삼촌인 닥키나데사의 번왕 키티 스리 메가, 루후누라타의 번왕 스리 발라바, 그리고 라자라타 국왕 가자바후 2세의 궁정에서 보냈다. 그는 1140년경에 그의 삼촌 키티로부터 닥키나데사의 왕위를 계승받은 다음 10년 동안 닥키나데사의 인프라와 군대를 모두 개선하였다. 오랜 내전 이후, 그는 1153년경 섬 전체에 대한 권력을 확보하고 1186년 사망할 때까지 이를 유지하였다. 그는 자신의 치세 동안 미얀마 왕에 대한 군사 원정을 시작하는 동시에 남인도에서 촐라에게 저항하던 판디아를 도왔으며, 중국, 크메르 및 중동 국가와 광범위한 무역 관계를 유지하였다. 스리랑카 섬 내에서는 종교 기념물을 봉헌하고 병원, 사회 복지 시설, 운하 및 파라크라마 바다와 같은 대형 저수지를 지었다.

## 같이 보기
- 폴론나루와 왕국
- 닥키나데사
- 마하밤사

## 참고 문헌
- Parker. 《Ancient Ceylon》. Asian Educational Services.
- Bell, H.C.P., Report on the Kagella District in the Province of Sabaraganuwa, Colombo 1892, in Archeological Survey of Ceylon XIX
- Law, C. (1954). “KING PARĀKRAMABĀHU I OF CEYLON”. 《B.O.R institute》 35 (1/4). JSTOR 41784912.
- Wijesekara, G. 《Heritage of Sri Lanka》.
- Codrington, H.W., A Short History of Ceylon, Macmillan & Co., London 1926. Retrieved 7 December 2006.
- Paranavitana, Senarat; Nicholas, Cyril Wace (1961). 《A Concise History of Ceylon》. Colombo: Ceylon University Press. OCLC 465385.
- Muller, E.B., Ancient Inscriptions in Ceylon, Trubner & Co., London 1883
- Parker, H., Ancient Ceylon: An Account of the Aborigines and of Part of the Early Civilisation, Luzac, London 1909. Retrieved 7 December 2006.
- de Silva, K. M. (1981). 《A History of Sri Lanka》. Colombo: University of California Press. ISBN 0-520-04320-0.

## 추가 자료
- Mitton, G.E., The Lost Cities of Ceylon, J.Murray, London 1916
- Perera, L.H.H., Additional chapters to H.W. Codrington’s A short history of Ceylon, Macmillan, London 1952.